# Pseudanamera fulvomaculata
Pseudanamera fulvomaculata là một loài bọ cánh cứng trong họ Cerambycidae.